# Aromatični-hidroksilamin O-acetiltransferaza
Aromatični-hidroksilamin O-acetiltransferaza (EC 2.3.1.56, aromatična hidroksilaminska acetiltransferaza, arilhidroksamatna aciltransferaza, arilhidroksamatna N,O-acetiltransferaza, arilhidroksamnsko kiselinska N,O-acetiltransferaza, arilhidroksaminska aciltransferaza, N,O-acetiltransferaza, N-hidroksi-2-acetilaminofluorna N-O aciltransferaza) je enzim sa sistematskim imenom N-hidroksi-4-acetilaminobifenil:N-hidroksi-4-aminobifenil O-acetiltransferaza. Ovaj enzim katalizuje sledeću hemijsku reakciju
-hidroksi-4-acetilaminobifenil + N-hidroksi-4-aminobifenil {\displaystyle \rightleftharpoons } -hidroksi-4-aminobifenil + N-acetoksi-4-aminobifenil
Ovaj enzim prenosi N-acetil grupu pojedinih aromatičnih acethidroksamata na O-poziciju pojedinih aromatičnih hidroksilamina.

## Literatura
- Nicholas C. Price; Lewis Stevens (1999). Fundamentals of Enzymology: The Cell and Molecular Biology of Catalytic Proteins (Third изд.). USA: Oxford University Press. ISBN 019850229X.
- Eric J. Toone (2006). Advances in Enzymology and Related Areas of Molecular Biology, Protein Evolution (Volume 75 изд.). Wiley-Interscience. ISBN 0471205036.
- Branden C; Tooze J. Introduction to Protein Structure. New York, NY: Garland Publishing. ISBN 0-8153-2305-0.
- Irwin H. Segel. Enzyme Kinetics: Behavior and Analysis of Rapid Equilibrium and Steady-State Enzyme Systems (Book 44 изд.). Wiley Classics Library. ISBN 0471303097.

## Spoljašnje veze
- Aromatic-hydroxylamine+O-acetyltransferase на 